# الشميسي
الشميسي (الحديبية) قرية سعودية، تتبع محافظة بحرة في منطقة مكة المكرمة.

## الوصف
تبعد القرية عن المركز 18 كم باتجاه الجنوب الشرقي، نوع الطريق أسفلت. أقرب مدينة أو قرية بها تعليم العسيلة البعد 2 كم. أقرب مدينة أو قرية بها صحة العسيلة. الخدمات العامة: كهرباء عامة وهاتف.